# Không gian Euclid nhiều chiều
Trong quá trình nghiên cứu toán học và vật lý, nhiều nhà toán học và vật lý đã xây dựng cơ sở và lý thuyết cho toán học nhiều chiều. Sau đây là lý thuyết cơ bản cho không gian Euclide n chiều.

## Khái niệm không gian Euclide n chiều
Không gian Euclide n chiều được hiểu là không gian phẳng tương ứng với tập hợp {\displaystyle (x_{1},x_{2},...,x_{n})} hay Rn mang tính tuyến tính với n vector cơ sở trực chuẩn là (1, 0,...,0),(0, 1,...,0),...,(0,...,0, 1)

## Khái niệm tọa độ
Cho hệ tọa độ gồm n trục vuông góc đôi một {\displaystyle Ox_{1}x_{2}...x_{n}}
Cho điểm A nằm trong không gian {\displaystyle Ox_{1}x_{2}...x_{n}}
{\displaystyle x_{i}} là độ dài đại số của hình chiếu OA xuống trục {\displaystyle Ox_{i}}
{\displaystyle (x_{1},x_{2},...,x_{n})} là tọa độ của A trong không gian {\displaystyle Ox_{1}x_{2}...x_{n}}

## Khái niệm vector
Cho không gian hệ n trục trực chuẩn {\displaystyle Ox_{1}x_{2}...x_{n}}. Cho 2 điểm {\displaystyle A(a_{1},a_{2},...,a_{n})} và {\displaystyle B(b_{1},b_{2},...,b_{n})}
Ta định nghĩa vector như sau:
{\displaystyle {\overrightarrow {AB}}=(b_{1}-a_{1},b_{2}-a_{2},...,b_{n}-a_{n})}
{\displaystyle |b_{i}-a_{i}|} là độ dài của hình chiếu của AB xuống trục {\displaystyle Ox_{i}}

## Khoảng cách trong không gian Euclide n chiều
Tổng quát cho hai điểm {\displaystyle A(a_{1},a_{2},...,a_{n})} và {\displaystyle B(b_{1},b_{2},...,b_{n})} trong không gian Euclide n chiều với hệ cơ sở là n vector trực chuẩn. Khoảng cách A và B là:
{\displaystyle AB=|{\overrightarrow {AB}}|={\sqrt {(b_{1}-a_{1})^{2}+(b_{2}-a_{2})^{2}+...+(b_{n}-a_{n})^{2}}}}

## Tích hai vector trong không gian Euclide n chiều
Cho hai vector {\displaystyle OA(a_{1},a_{2},...,a_{n})} và {\displaystyle OB(b_{1},b_{2},...,b_{n})} trong không gian Euclide n chiều.
Tích hai vector:
{\displaystyle {\overrightarrow {OB}}.{\overrightarrow {OA}}=|{\overrightarrow {OA}}|.|{\overrightarrow {OB}}|cos({\overrightarrow {OA}},{\overrightarrow {OB}})=a_{1}*b_{1}+a_{2}*b_{2}+...+a_{n}*b_{n}}

## Góc trong không gian Euclide n chiều
{\displaystyle {\overrightarrow {OA}}=(a_{1},a_{2},...,a_{n})}
{\displaystyle {\overrightarrow {OB}}=(b_{1},b_{2},...,b_{n})}
{\displaystyle cos(AOB)={\frac {{\overrightarrow {OA}}.{\overrightarrow {OB}}}{|{\overrightarrow {OA}}|.|{\overrightarrow {OB}}|}}}
{\displaystyle cos(AOB)={\frac {a_{1}*b_{1}+a_{2}*b_{2}+...+a_{n}*b_{n}}{{\sqrt {a_{1}^{2}+a_{2}^{2}+...+a_{n}^{2}}}*{\sqrt {b_{1}^{2}+b_{2}^{2}+...+b_{n}^{2}}}}}}